# Franse parlementsverkiezingen 1871

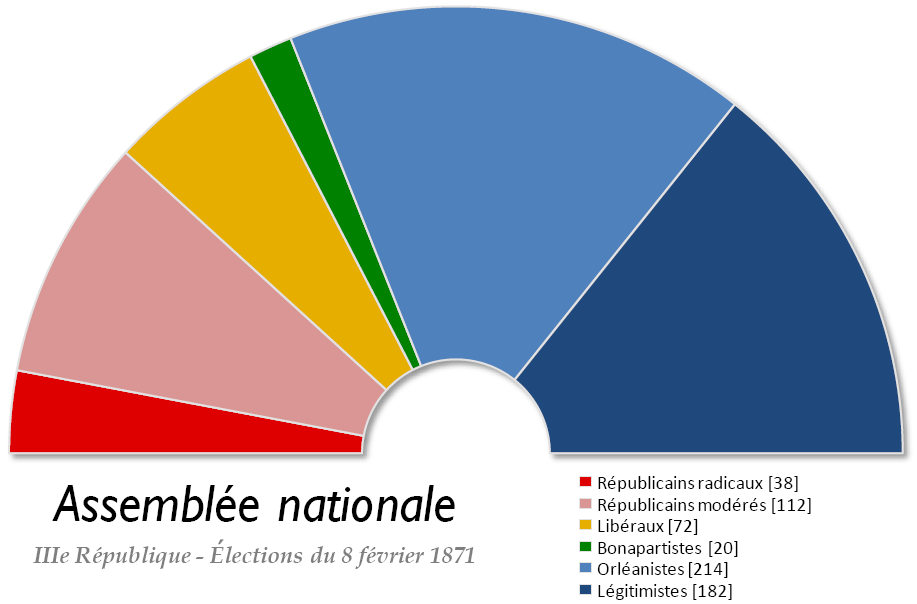
Verkiezingsuitslag

In 1871 werden er tweemaal parlementsverkiezingen in Frankrijk gehouden.

## Franse parlementsverkiezingen van februari 1871
Op 8 februari 1871 vonden de eerste parlementsverkiezingen tijdens de Derde Franse Republiek gehouden. De omstandigheden onder welke deze verkiezingen werden gehouden waren buitengewoon ingewikkeld: Frankrijk was nog altijd in oorlog met Duitsland. Dit laatste land had 43 departementen bezet. De inwoners van deze departementen waren uitgesloten van deelname aan de verkiezingen, omdat de Duitsers politieke bijeenkomsten en verkiezingscampagnes door de bezetter waren verboden. Alleen in Parijs waren politieke bijeenkomsten toegestaan en kon men campagne voeren. Uiteindelijk konden maar een klein aantal Franse mannen op 8 februari hun stem uitbrengen op kandidaten voor de Kamer van Afgevaardigden (Chambre des Députés).
De uitslag betekende een grote overwinning voor de monarchistische partijen, terwijl de republikeinen, verantwoordelijk voor de stichting van de Derde Franse Republiek in september 1870, slechte resultaten boekten.

### Uitslag
| Politieke stroming | zetels |
| ------------------ | ------ |
| Orléanisten        | 215    |
| Legitimisten       | 182    |
| Republikeinen      | 150    |
| Liberalen          | 78     |
| Bonapartisten      | 20     |

Adolphe Thiers leidde de nieuwe regering. Als gevolg van de verkiezingsoverwinning van de monarchisten werd Frankrijk tot 1876 door monarchistische premiers bestuurd.

## Franse parlementsverkiezingen van juli 1871
In mei 1871 tekenden Frankrijk en Duitsland de Vrede van Frankfurt gesloten, waarna er een einde kwam aan de oorlog. Er werd besloten om via verkiezingen de inwoners van de departementen die op 8 februari 1871 niet konden gaan stemmen, alsnog de kans te geven om hun stem uit te brengen. Op 2 juli 1871 vonden er tussentijdse verkiezingen plaats voor 114 zetels in de Kamer van Afgevaardigden.

### Uitslag
| Politieke stroming | zetels |
| ------------------ | ------ |
| Republikeinen      | 99     |
| Orléanisten        | 6      |
| Bonapartisten      | 3      |
| Legitimisten       | 3      |